# کریس ریگ
کریستوفر ریگ (زادهٔ ۱۸ ژوئن ۲۰۰۷) بازیکن فوتبال اهل انگلستان است که برای باشگاه فوتبال ساندرلند در پست هافبک هجومی بازی می‌کند.

## منبع
1. ↑  Smith, Phil (2 January 2023). "The story of Chris Rigg's remarkable Sunderland call-up - and what happens next". sunderlancecho.com. Archived from the original on 7 January 2023. Retrieved 7 January 2023.